# Сиалкот
Сиалко́т (на урду: سيالكوٹ) е град в провинция Пенджаб, Пакистан. Разположен е в североизточната част на провинцията, близо до Кашмир. На 15 km от града преминава река Чанаб, а разстоянието до столицата Исламабад е около 180 km. Административен център е на окръг Сиалкот. Към 2016 г. населението на града е 920 000 души.

## История

### Древност
Има различни извори за древната история на Сиалкот, но тяхната достоверност варира. Разкопки в района на града разкриват много гръцки монети, древни зороастрийски храмове и няколко будистки ступи.
Според някои индийски митологични писания, Сиалкот е основан от Шаля, императора на Мадра. По времето на Махабхарата градът се нарича Сакала или Сагала. През късния ведически период (ок. 1500 – ок. 200 пр.н.е.) Сакала е столица на Мадра. По това време градът е обрасъл с гори и е населяван от пастирска общност, наречена Яхари.
Според гръцките исторически текстове, датиращи от 372 г. пр.н.е., градът е представлявал най-източният преден пост на експанзията на Александър Велики. Гръцките историци споменават, че градът е бил един от най-големите копринени центрове на Ахеменидската империя. Пенджаб се е славила като една от най-богатите провинции, заедно с Гандхара, на тогавашната Персийска империя. В периода 160 – 135 г. пр.н.е. градът е столица на Индо-гръцкото царство и резиденция на Менандър I.

### Средновековие
Сиалкот е част от Делхийски султанат, когато афганистанецът Мухамад Гури покорява Пенджаб през 1185 г. Той не успява да превземе Лахор, но поставя гарнизон в Сиалкот. По-късно султан Кусро Малик се опитва да превземе града, но се проваля. След това Сиалкот става част от Моголската империя. Към края на Моголската династия, предградията и крайните квартали на Сиалкот са оставени на произвола. Градът е присвоен от властни семейства пущуни от Мултан, Сват и Афганистан. През 1748 г. четирите окръга на Сиалкот, Самбриял, Пасрур и Даска са предадени на афганистанския владетел Ахмед шах Дурани и територията е присъединена към Дуранийската империя. След 1751 г. Ахмед шах Дурани дава власт на сина си, Таймур, над Лахор и съседните му територии. След упадъка на Моголската империя, сикхите нападат и превземат Сиалкот за около 40 ни. След Втората англо-сикхска война, Сиалкот минава под контрола на англичаните през 1849 г.

### Съвременност
След независимостта през 1947 г. малцинствата от индуси и сикхи емигрират в Индия, а мюсюлманите бежанци от Индия се заселват в окръга на Сиалкот и се женят за местното население. Сиалкот се превръща в един от големите промишлени центрове на Пакистан.
По време на Втората индо-пакистанска война от 1965 г., когато пакистански войски пристигат в Кашмир, индийската армия контраатакува през Сиалкот. Пакистанската армия успешно отбранява града, а населението му излиза на улиците за да подкрепи войската. През 1966 г. правителството на Пакиста] награждава гражданите на Сиалкот, Лахор и Саргодха „Полумесец на независимостта“ за тяхната смелост. Битката при Чавинда, водена близо до града през септември 1965 г., е определяна като най-голямото танково сражение след Битката при Курск.

## Климат
Градът е разположен в зона на влажен субтропичен климат, с четири сезона.
| Климатични данни за Сиалкот           | Климатични данни за Сиалкот | Климатични данни за Сиалкот | Климатични данни за Сиалкот | Климатични данни за Сиалкот | Климатични данни за Сиалкот | Климатични данни за Сиалкот | Климатични данни за Сиалкот | Климатични данни за Сиалкот | Климатични данни за Сиалкот | Климатични данни за Сиалкот | Климатични данни за Сиалкот | Климатични данни за Сиалкот | Климатични данни за Сиалкот |
| Месеци                                | яну.                        | фев.                        | март                        | апр.                        | май                         | юни                         | юли                         | авг.                        | сеп.                        | окт.                        | ное.                        | дек.                        | Годишно                     |
| Абсолютни максимални температури (°C) | 26,1                        | 30,0                        | 35,0                        | 42,2                        | 47,3                        | 48,9                        | 44,4                        | 41,1                        | 39,0                        | 37,2                        | 33,3                        | 27,2                        | 48,9                        |
| Средни максимални температури (°C)    | 18,5                        | 21,0                        | 25,7                        | 32,8                        | 38,0                        | 39,9                        | 34,9                        | 33,6                        | 33,6                        | 31,7                        | 26,1                        | 20,1                        | 29,7                        |
| Средни температури (°C)               | 11,6                        | 13,8                        | 18,6                        | 25,0                        | 30,0                        | 32,2                        | 29,8                        | 29,0                        | 27,9                        | 23,7                        | 17,8                        | 12,8                        | 22,6                        |
| Средни минимални температури (°C)     | 5,0                         | 7,1                         | 11,8                        | 17,3                        | 22,0                        | 25,1                        | 25,1                        | 24,8                        | 22,3                        | 16,0                        | 9,6                         | 5,6                         | 16,0                        |
| Абсолютни минимални температури (°C)  | −1,1                        | −1                          | 3,0                         | 9,0                         | 13,4                        | 18,0                        | 19,5                        | 18,7                        | 13,3                        | 8,5                         | 3,0                         | −0,6                        | −1,1                        |
| Средни месечни валежи (mm)            | 41,1                        | 43,8                        | 53,7                        | 30,1                        | 28,0                        | 65,6                        | 288,4                       | 259,1                       | 94,1                        | 14,5                        | 9,1                         | 30,4                        | 957,9                       |
| ------------------------------------- | --------------------------- | --------------------------- | --------------------------- | --------------------------- | --------------------------- | --------------------------- | --------------------------- | --------------------------- | --------------------------- | --------------------------- | --------------------------- | --------------------------- | --------------------------- |
| Източник: NOAA                        |                             |                             |                             |                             |                             |                             |                             |                             |                             |                             |                             |                             |                             |

## Икономика
Сиалкот е най-големият производител на ръчно шити футболни топки, като местните заводи произвеждат 40 – 60 милиона футболни топки на година, което се равнява на около 70% от световното производство. След протести през 1997 г. е въведена дефинитивна забрана на детския труд. Градът е, също така, голям производител на хирургически инструменти и оборудване. През 2015 г. Сиалкот изнася стоки на стойност 2 милиарда щатски долара, което се равнява на 9% от целия износ на Пакистан.
По време на британския колониализъм първата фабрика за гайди в района отваря врати в Сиалкот. Днес в града има 20 музикални групи, свирещи на гайда.
Сиалкотското летище е финансирано от местните фирми и е единственото частно в Пакистан. Градът е важен железопътен възел. Линията Вазирабад – Сиалкот – Джаму е построена през 1890 г.

## Родени в Сиалкот
- Мохамед Икбал – поет, юрист и политик, считан за духовен баща на пакистанската нация

## Побратимени градове
- Болингбрук, Илинойс, САЩ